# SoftBank 911T
SoftBank 911T（ソフトバンク きゅういちいちティー）は東芝が開発しソフトバンクモバイルが販売するW-CDMA通信方式の携帯電話端末。2007年3月17日に発売された。
ここでは2007年12月15日に発売のマイナーチェンジモデル、SoftBank 920T（ソフトバンク きゅうにぜろティー）についても記述する。

## 主な機能・サービス
- ミュージックプレイヤー（Bluetoothによるワイヤレス視聴対応、BeatJam付属）
- Bluetooth（SCMS-Tに対応したA2DPをサポート）
- 画面デコ
- フォトdeショー
- デルモジ表示
- マイ絵文字
- フィーリングメール
- 赤外線機能（IrDA対応、IrSimpleは未対応）
- QRコード読み取り・作成
- バイリンガル
- 3D待受キャラクター「くーまん」、「くーまんの部屋」
- 今すぐ読メール
- 顔認証機能
- 日本国内専用

| 主な対応サービス         | 主な対応サービス       | 主な対応サービス                      | 主な対応サービス |
| ------------------------ | ---------------------- | ------------------------------------- | ---------------- |
| S!一斉トーク             | S!ともだち状況         | Yahoo!mocoa                           | S!ループ         |
| S!タウン                 | S!速報ニュース         | S!情報チャンネル （3Gお天気アイコン） | PCサイトブラウザ |
| 電子コミック             | S!アプリ（メガアプリ） | 着うたフル／着うた                    | デコレメール     |
| S!電話帳バックアップ     | S!FeliCa               | S!ミュージックコネクト                | S!GPSナビ        |
| コンテンツおすすめメール | TVコール               | 世界対応ケータイ                      | ワンセグ         |
| 3G ハイスピード          | S!おなじみ操作         |                                       |                  |

2014年3月8日以降、モバイルSuicaは非対応。

## ワンセグ
- 連続視聴時間：約3時間25分
- 録画時間：内蔵メモリ（1GB）に最大約5時間20分
- 予約録画・外部メモリーへの録画は不可

## 特徴

### 911T
ソフトバンクモバイル向けの東芝製端末としては初のスライド式である。3.0インチワイドVGA液晶、ワンセグ、324万画素CMOSカメラ（オートフォーカス対応）、横画面でのPCサイトブラウザ、FeliCa（モバイルSuica対応）など2007年春モデルの中では最も機能が多い。
ほぼ同時期に発表・発売されたau W52Tとほぼ同じようなスペックであるが、デザインはW52Tの丸みを帯びたスタイルとは対照的に、スクエアな外観になっており、全体的に角ばった印象となっている。W52Tの後継である、W54Tとほぼ同一である。
3インチワイドVGA (WVGA) 液晶のためにメール本文や電話帳の一覧性は高いものの、メニュー画面を始めとするGUIやフォントなどはレスポンス・電力消費等を考慮してQVGAで作成されており（いわゆる「倍角フォント」）、フォントのギザギザ感が目立つなど、WVGA本来の精細さを生かすことのできるコンテンツは限られている。
また、ワンセグは、補間処理（スムージング）を施し表示することとなり、ディスプレイの精細さを生かすことができない。
期間限定で「OAKLEY（オークリー）」のBluetooth搭載アイウエア「O ROKR（オー・ロッカー）」がセットとなったパッケージも販売されていた（ブラックのみ）。

### 920T
920Tは、ワンセグに録画機能を追加した上で、ボタンの配置を変更するなどした、911Tのマイナーモデルチェンジである。ボタンの配置がソフトバンクモバイル向けのシャープの端末に近くなった。
また、ワンセグ機能には東芝の液晶TVブランドである「REGZA」の技術を初めて搭載した。本体には記されていないが、ワンセグ起動時に「REGZA」の表示が現れる。

## 報告されている不具合 (911T)
- モバイルSuicaアプリから会員規約・利用特約を参照すると、エラーメッセージが表示され、会員規約等を参照する事ができなくなる。2007年3月より本体ソフトウェア更新により修正可能。
- ドキュメントビューアが初回の起動から60日後起動できなくなる。2007年7月より本体ソフトウェア更新により修正可能。

2007年7月以降の出荷分はいずれも修正版となっているため、更新の必要はない。